# Сухарев Іван Іванович
Іван Іванович Сухарев (6 травня 1939 — 7 травня 2003) — доктор медичних наук, завідувач відділу Інституту клінічної та експериментальної хірургії Академії медичних наук України, лауреат Державної премії України в галузі науки і техніки (1994; за працю «Патогенез, діагностика та хірургічне лікування аневризм черевної аорти»), заслужений діяч науки і техніки України.

Могила Івана Сухарева

Помер 7 травня 2003 року. Похований в Києві на Байковому кладовищі (ділянка № 49б).